# Miotacz (baseball)

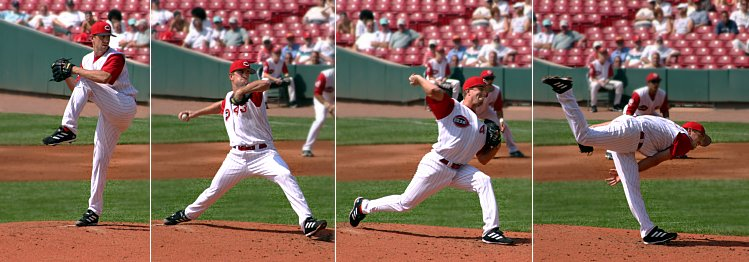
Fazy rzutu piłką

Pozycja miotacza.

Miotacz (ang. pitcher) – w  baseballu, zawodnik rzucający piłką w stronę przeciwnika w fazie obrony. Umiejętności miotacza często decydują o zwycięstwie drużyny. Błędy przez niego popełniane zwykle kończą się zdobyciem punktów przez drużynę przeciwną.
Miotacz jest zawodnikiem wyspecjalizowanym i raczej nie występuje jako pałkarz w czasie gdy jego drużyna gra w ataku, chyba że ligowe przepisy stanowią inaczej.
Wyjątkowym wyczynem miotacza jest tzw. perfect game.

## Zadanie miotacza
Miotacz zajmuje pozycję w centralnym punkcie bazowego kwadratu w odległości 60 stóp od łapacza, do którego kierowane są jego rzuty. Każdy z miotaczy ma swoją własną technikę rzutu, lecz można wyróżnić w nich pewne zasadnicze wspólne cechy. W pierwszym momencie miotacz trzyma piłkę w dłoni za plecami. Przebierając palcami stara się uchwycić piłkę tak, by najskuteczniej ją uwolnić w końcowej fazie rzutu. Następnie lekko przysiadając na jednej nodze wykonuje półobrót, jednocześnie wykonując wypad ciałem z jednoczesnym potężnym wymachem ręki, w której trzyma piłkę. W końcowej fazie zamachu uwalnia piłkę, która szybuje w kierunku łapacza. Wyrzut kończy się przysiadem, w którym hamowana jest energia kinetyczna ciała. Miotacz po wykonaniu rzutu szybko podnosi się by być gotowym na ewentualne wyłapanie piłki odbitej przez pałkarza przeciwnej drużyny, gdy ta znajdzie się w jego zasięgu. Taka sytuacja nie jest częsta, lecz zwykle prowadzi do zbicia zawodnika lub w sprzyjających okolicznościach do podwójnego, a nawet potrójnego zbicia.

## Technika rzutu
To co na pierwszy rzut oka może się wydać łatwym, w istocie jest nie tylko wymagającym fizycznie, lecz i technicznie zadaniem. Piłka rzucona przez miotaczy profesjonalnych, grających w głównych ligach, osiąga prędkość do 150 kilometrów na godzinę. Piłka musi być rzucona precyzyjnie, gdyż aby zostać zaliczona jako prawidłowa (prowadząca do zbicia - strikeoutu wybijającego), musi nadlecieć do łapacza odpowiednim torem. Dodatkowo miotacz nadaje piłce rotację by odpowiednio zmodyfikować tor oraz by w chwili kontaktu z kijem w czasie uderzenia możliwie jak najbardziej utrudnić pałkarzowi dalekie, płaskie odbicie, które zagwarantuje mu dostatecznie dużo czasu na zdobycie bazy lub nawet da mu pełny obieg. Wprawni miotacze posiadają wiele technik rzutów. Najczęściej stosowana jest fastball, kiedy to piłka wyrzucona jest z możliwie jak największą prędkością i podąża po torze prostoliniowym w kierunku łapacza.
Innymi typami rzutów są curveball, slider, changeup, forkball i knuckleball.

## Rezerwowy miotacz
Rzucanie piłki jest także wyzwaniem fizycznym. W ciągu przeciętnego meczu następuje od 100 do 120 rzutów. Z tego względu tylko w rzadkich przypadkach ten sam miotacz gra przez całą grę. Zwykle w ciągu meczu zmieniany jest przez rezerwowego, tzw. relief pitcher. Rezerwowi znajdują się w wydzielonym miejscu, które jest zwykle prostokątnym obszarem ogrodzonym wysokim parkanem i leżącym na skraju boiska (ang. bullpen - dosłownie "zagroda dla byków"). W momencie konieczności wymiany miotacz rezerwowy zostaje wywołany (zazwyczaj za pomocą krótkofalówki) i po krótkiej rozgrzewce dokonywanej na skraju boiska wchodzi do gry. Jako że w profesjonalnych ligach drużyny prowadzą bardzo intensywne rozgrywki (nawet do sześciu meczów tygodniowo), po kilku meczach miotacz zwykle musi się udać na kilkudniowy odpoczynek, aby odzyskać siły.

## Komunikacja z łapaczem
Interesującym aspektem gry miotacza, a dla osób niezorientowanych nawet komicznym, jest sposób komunikowania się pomiędzy miotaczem a łapaczem. Komunikacja taka jest konieczna w celu ustalenia rodzaju rzutu. Miotacz wysyła sygnały do swego partnera za pomocą umówionego wcześniej systemu gestów zwykle dotykając w odpowiedni sposób daszka czapki, uszu, nosa lub innych części ciała. Kod musi być często modyfikowany, nawet kilka razy w czasie jednego meczu, by nie został rozszyfrowany przez drużynę przeciwną.

## Zadania miotaczy w zespole
Zadanie miotacza zależy głównie od kondycyji, zakresu wykonywanych narzutów, a czasem od tego czy jest prawo- czy leworęczny. Starterzy muszą posiadać dobrą kondycję, gdyż wymaga się od nich rozegrania 5-6 zmian (pełny mecz to 9 zmian). Przekroczenie tej granicy (około 100 narzutów) kończy się zwykle przeciążeniem ramienia albo kontuzją. Rolą zawodnika mniej wytrzymałego jest relief pitcher, a jego czas gry wynosi do 3 zmian. W 25-osobowym zespole jest najczęściej 5 starterów, grających po sobie w stałej kolejności, co ma zapewnić dostateczny, kilkudniowy odpoczynek (ang. pitching rotation), oraz 6-7 rezerwowych wykorzystywanych w zależności od przebiegu meczu. Liczba zmian, jaką rozgrywa starter w 162-meczowym sezonie MLB rzadko przekracza 250, co odpowiadałoby 28 pełnym meczom. Faktyczna liczba spotkań jakie rozgrywa to 30-35, ale tylko kilka z nich (najwyżej 10) od początku do końca. Rezerwowi wykorzystywani najczęściej grają od 80 do 90 krótkich meczów. Użycie w meczu 4 lub więcej miotaczy nie należy do rzadkości.